# 아사히 카세이
아사히 카세이는 1931년에 설립된 화학회사로, 화학, 섬유, 주택, 건축재, 전자, 의약품, 의료 등의 사업을 실시하는 각종사업회사다. 과거에는 일질콘체른의 일원이였다.
이후 석유화학 제품이나 각종 소재까지 생산했으나, 현재는 종합 화학회사로 거듭났다. 건설자재 회사, 반도체 회사 등을 설립해 사업을 확대하였으며, 종업원 수는 약 40000명, 매출은 2조엔이 넘는다.
이과 신입사원의 70퍼센트 이상이 구제국대학 출신인 정도로, 연구 개발하기 좋은 환경을 조성해 기술개발에 거액을 투자하는 회사로 유명하며, 2019년에는 심지어 노벨화학상 수상자를 배출하기도 했다.

## 역사
- 1931년 - 노베오카암모니아견사를 설립하여 암모니아, 질산, 화학제품 등을 생산했다.
- 1943년 - 일본질소화약주식회사를 인수한 뒤
- 1959년 - 아크릴 스테이플 섬유를 생산하기 시작했다.
- 1960년 - 석유화학사업을 진출하고
- 2001년 - 현재의 상호로 변경했다.

## 동서석유화학

### 개요
동서석유화학 주식회사는 아크릴로니트릴등을 생산하는 석유화학회사이다. 울산광역시에 본사와 공장을 두고 있다.

### 역사
- 1969년 - 회사설립
- 1970년 - 외국인투자촉진법의 규정에 의거 외국투자기업으로 등록
- 2003년 - 제3공장 신설과 증설된 청화소오다공장가동
- 2012년 - 회계연도 변경: 12월 31일 -> 3월 31일